# Gunnar Albrecht
Gunnar Ernst Fredrik Albrecht, född 27 december 1874 i Vichtis, död 31 januari 1947 i Helsingfors, var en finländsk ämbetsman.
Albrecht, som var son till filosofie magister Ernst Kuno Fredrik Albrecht och Kristina Sofia Alexandra Krumhorn, blev student 1893, avlade rättsexamen 1897, blev vicehäradshövding 1900 och avlade högre förvaltningsexamen 1907. Han var kanslist i senaten 1904–1910, protokollsekreterare 1910–1918, referendariesekreterare 1918–1919 samt var generaldirektör för Postverket 1919–1927 och för det sammanslagna Post- och telegrafverket 1927–1942.